# Fran Miholjević
Fran Miholjević (* 2. August 2002 in Rijeka) ist ein kroatischer Radrennfahrer.

## Sportlicher Werdegang
In seinem ersten Jahr als Junior gewann Miholjević eine Etappe und die Gesamtwertung der Belgrade Trophy Milan Panić, bei den nationalen Meisterschaften wurde er Erster im Einzelzeitfahren und Zweiter im Straßenrennen. 2018, im zweiten Jahr als Junior, gewann er beide Titel.
Nach dem Wechsel in die U23 wurde Miholjević zur Saison 2021 Mitglied im UCI Continental Team Friuli ASD. Noch im selben Jahr gewann er den Prolog beim Carpathian Couriers Race und wurde erstmals Kroatischer Meister im Einzelzeitfahren der Elite. 2022 konnte er sechs Erfolge seinem Palmarès hinzufügen, unter anderem gewann er die dritte Etappe des Giro di Sicilia. Zudem gewann er die Silbermedaille im Einzelzeitfahren der U23 bei den UEC-Straßen-Europameisterschaften 2022.
Nachdem Miholjević bereits 2022 als Stagiaire für Bahrain Victorious fuhr, wurde er zur Saison 2023 festes Mitglied beim UCI WorldTeam. Im Juni verteidigte er erfolgreich seinen nationalen Titel im Einzelzeitfahren.

## Erfolge
2019
- Gesamtwertung, eine Etappe und Nachwuchswertung Belgrade Trophy Milan Panić
- Kroatischer Meister – Einzelzeitfahren (Junioren)

2020
- Kroatischer Meister – Straßenrennen und Einzelzeitfahren (Junioren)

2021
- eine Etappe und Nachwuchswertung Carpathian Couriers Race
- Kroatischer Meister – Einzelzeitfahren (U23)

2022
- GP Vipava Valley
- Gesamtwertung und eine Etappe Carpathian Couriers Race
- eine Etappe Giro di Sicilia
- U23-Europameisterschaft – Einzelzeitfahren
- Kroatischer Meister – Einzelzeitfahren
- eine Etappe Giro della Regione Friuli Venezia Giulia

2023
- Kroatischer Meister – Einzelzeitfahren

## Grand Tour-Platzierungen
| Grand Tour            | 2024 |
| --------------------- | ---- |
| Giro d’ItaliaGiro     | –    |
| Tour de FranceTour    | –    |
| Vuelta a EspañaVuelta | 87   |